# Jordan Kerby
Jordan Kerby (Hervey Bay, 15 de agosto de 1992) é um desportista australiano que compete no ciclismo nas modalidades de pista e rota. Ganhou duas medalhas no Campeonato Mundial de Ciclismo em Pista, ouro em 2017 e prata em 2020.

## Medalheiro internacional
| Campeonato Mundial | Campeonato Mundial | Campeonato Mundial | Campeonato Mundial      |
| Ano                | Lugar              | Medalha            | Competição              |
| ------------------ | ------------------ | ------------------ | ----------------------- |
| 2017               | Hong Kong ( China) | Medalha de ouro    | Perseguição individual  |
| 2020               | Berlim ( Alemanha) | Medalha de prata   | Perseguição por equipas |

## Palmarés
2012
- 1 etapa do Tour da Tailândia

2015
- 2.º no Campeonato Oceânico em Estrada

2018
- 1 etapa do New Zealand Cycle Classic